# Castellano (Trentino)
Castellano (mundartlich Castelam, deutsch veraltet Kastellein) ist ein Dorf  im Trentino im Vallagarina (deutsch: Lagertal). Castellano ist eine Fraktion von Villa Lagarina in der  Provinz Trient. Die Siedlung liegt auf der östlichen Seite der Gebirgszugs Monte Stivo-Monte Bondone auf 789 Meter über Meereshöhe und ist damit der höchstgelegene Ort des „Destra Adige“. Sie wird dominiert von dem Schloss Castellano dominiert, das im Besitz der österreichischen Familie Lodron war. In der Nähe befindet sich der kleine Cei-See.
Castellano hat 650 Einwohner (Stand August 2009).

## Geschichte

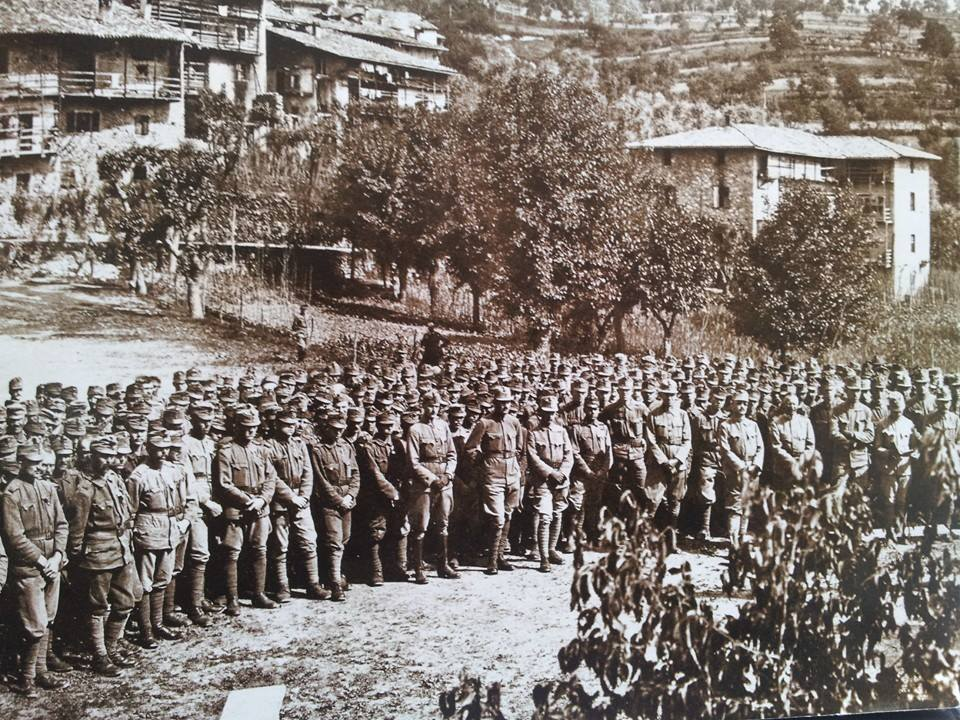
Kaiserjäger bei Castellano (Welschtirol) – 1915

Von 1456 bis 1842 Castellano war das wichtigste Zentrum der Herrschaft Castellano und Castelnuovo, das im Besitz der österreichischen Familie Lodron war.
Castellano ging an den Kaiser Karl VI. (HRR), Kaiserin Elisabeth von Österreich-Ungarn und auch Karl I. (Österreich-Ungarn) von Österreich während des Ersten Weltkriegs.
Der Ort war eigenständige Gemeinde bis 1929, dann wurde er nach Villa Lagarina eingemeindet.

## Denkmäler und Naturdenkmäler
- Schloss Castellano
- Burg Noarna
- Cei-See

## Söhne und Töchter von Castellano
- Paris von Lodron
- Beatrice di Castellalto Lodron
- Augustinus Lodron
- Massimiliano Lodron
- Antonio Lodron
- der Dichter und Priester Domenico Zanolli
- der Philosoph Ogniben von Castellano